# سیمونه فراکارو
سیمونه فراکارو (ایتالیایی: Simone Fraccaro؛ زادهٔ ۱ ژانویهٔ ۱۹۵۲) دوچرخه‌سوار اهل ایتالیا است.